# Coudeville-sur-Mer
Coudeville-sur-Mer – miejscowość i gmina we Francji, w regionie Normandia, w departamencie Manche.
Według danych na rok 1990 gminę zamieszkiwały 724 osoby, a gęstość zaludnienia wynosiła 83 osoby/km² (wśród 1815 gmin Dolnej Normandii Coudeville-sur-Mer plasuje się na 312. miejscu pod względem liczby ludności, natomiast pod względem powierzchni na miejscu 593.).